# حرة ثنان
حَرّة ثِنان أو حرة اثنان هي حَرّة تقع في السعودية، ضمن نطاق منطقتي المدينة المنورة وحائل، وتبلغ مساحة الحَرّة 3,700 كم2. يقع بها جبل ثنان الذي يرتفع نحو 1587 م، ومن أبرز الفوّهات البركانية الواقعة عليها «حزم خضراء» و«حلاة أم قُميعة» و«حزم أنبط».

## الفوّهات البركانية
| الفوّهة        | إحداثيات                                      | القطر بالمتر | العمق بالمتر |
| ------------- | --------------------------------------------- | ------------ | ------------ |
| حزم خضراء     | 26°15′45″N 40°7′30″E / 26.26250°N 40.12500°E  | 750          | 150          |
| حلاة أم قُميعة | 26°34′10″N 40°10′59″E / 26.56944°N 40.18306°E | 400          | 126          |
| حزم أنبط      | 26°34′47″N 40°4′23″E / 26.57972°N 40.07306°E  | 750          | 70           |